# 심덕섭 (정치인)
심덕섭(沈德燮, 1963년 2월 12일 ~ )은 대한민국의 국가보훈처 차장(차관급)과 사행산업통합감독위원회 위원장(장관급)을 역임한 정무직 공무원이자 기초단체장이다. 현재 제48대 고창군수이다. 

## 학력
- 석곡국민학교 졸업
- 영선중학교 졸업
- 고창고등학교 졸업
- 서울대학교 사범대학 영어교육과 학사
- 서울대학교 행정대학원 정책학 석사
- 영국 버밍엄 대학교 대학원 개발행정학 박사

## 경력
- 제30회 행정고시 합격
- 경제협력개발기구(OECD) 사무국 프로젝트 매니저
- 행정자치부 행정개혁본부 조직기획과장
- 대통령비서실 선임 행정관
- 외교통상부 기획심의관
- 주캐나다 대한민국 대사관 공사
- 국가기록원 기록정책부 부장
- 안전행정부 정보화전략실 정보화기획관
- 안전행정부 조직실 조직정책관
- 안전행정부 전자정부국장
- 전라북도 행정부지사
- 행정자치부 창조정부조직실장
- 행정자치부 지방행정실장
- 국가보훈처 차장 (차관급)[1][2]
- 국립 공주대학교 행정학과 초빙교수
- 국무총리 소속 사행산업통합감독위원회 위원장 (장관급)[3][4]
- 제48대 고창군수

## 상훈
- 1997년 대통령표창
- 2011년 홍조근정훈장

## 역대 선거 결과
| 실시년도 | 선거      | 대수 | 직책 | 선거구      | 정당         | 득표수   | 득표율          | 순위 | 당락 | 비고           |
| -------- | --------- | ---- | ---- | ----------- | ------------ | -------- | --------------- | ---- | ---- | -------------- |
| 2022년   | 지방 선거 | 48대 | 군수 | 전북 고창군 | 더불어민주당 | 16,584표 | \| \| 49.72% \| | 1위  |      | 초선, 민선 8기 |
|          | 49.72%    |      |      |             |              |          |                 |      |      |                |